# Francisco José de Caldas
Francisco José de Caldas, noto anche con lo pseudonimo di El Sabio Caldas (in spagnolo Caldas il saggio) (Popayán, 4 ottobre 1768 – 29 ottobre 1816), è stato un botanico e naturalista colombiano.

## Biografia
Caldas iniziò gli studi nella cittadina di Popayán, all'interno dell'Università di Cauca. In seguito studiò presso il Colegio del Rosario laureandosi in giurisprudenza, ma coltivando una passione per matematica, astronomia e scienze naturali.
Caldas aiutò a fondare il seminario del Nuovo Regno di Granada, che avrebbe voluto essere un'istituzione scientifica, nel primo decennio del XIX secolo.
Caldas fece parte di numerose spedizioni scientifiche tra cui quelle con José Celestino Mutis e Alexander von Humboldt. Viaggiò attraverso il Nuovo Regno di Granada esplorando la terra appena scoperta, studiandone flora, fauna, geografia, meteorologia e cartografia. Nel 1805 Caldas fu nominato da Mutis per dirigere l'Osservatorio astronomico di Bogotà.
Nel 1810 fondò il Diario Político de Santa Fe che difese il movimento indipendentista. In questo periodo Caldas divenne colonnello del genio progettando un apparato di artiglieria per i rivoluzionari. Non appena scoppiata la rivoluzione il 20 luglio 1810, Caldas divenne editore del giornale ufficiale di stato, il Diario Político. Dopo che Nariño prese il potere in Cundimarca nel settembre 1811, Caldas fu trattato come ingegnere.
Caldas fu catturato dai realisti spagnoli nel 1816, e giustiziato il 29 ottobre, in San Francisco Plaza, per ordine di Pablo Morillo, conte di Cartagena. Quando Caldas stava per essere giustiziato le persone presenti chiesero che gli fosse concessa la grazia, e Morillo rispose: "La Spagna non ha bisogno di uomini saggi" (spagnolo: "España no necesita sabios").
Il suo corpo fu sepolto nella chiesa di Veracruz, in seguito trasformata nel Panteón Nacional. Il corpo fu poi spostato presso il Panteón de los Próceres nella sua città natale, Popayán.

## Opere
- El estado de la geografía del virreinato con relación a la economía y al comercio, 1807
- El influjo del clima sobre los seres organizados, 1808
- La Memoria sobre la Nivelación de las Plantas del Ecuador, Historia de Nuestra Revolución, Educación de Menores, Importancia del Cultivo de la Cochinilla y Chinchografía y Geografía de los Arboles de Quina